# Fascicule longitudinal supérieur
 (février 2023).
La mise en forme du texte ne suit pas les recommandations de Wikipédia : il faut le « wikifier ».
Les points d'amélioration suivants sont les cas les plus fréquents. Le détail des points à revoir est peut-être précisé sur la page de discussion.
- Les titres sont pré-formatés par le logiciel. Ils ne sont ni en capitales, ni en gras.
- Le texte ne doit pas être écrit en capitales (les noms de famille non plus), ni en gras, ni en italique, ni en « petit »…
- Le gras n'est utilisé que pour surligner le titre de l'article dans l'introduction, une seule fois.
- L'italique est rarement utilisé : mots en langue étrangère, titres d'œuvres, noms de bateaux, etc.
- Les citations ne sont pas en italique mais en corps de texte normal. Elles sont entourées par des guillemets français : « et ».
- Les listes à puces sont à éviter, des paragraphes rédigés étant largement préférés. Les tableaux sont à réserver à la présentation de données structurées (résultats, etc.).
- Les appels de note de bas de page (petits chiffres en exposant, introduits par l'outil «  Source ») sont à placer entre la fin de phrase et le point final[comme ça].
- Les liens internes (vers d'autres articles de Wikipédia) sont à choisir avec parcimonie. Créez des liens vers des articles approfondissant le sujet. Les termes génériques sans rapport avec le sujet sont à éviter, ainsi que les répétitions de liens vers un même terme.
- Les liens externes sont à placer uniquement dans une section « Liens externes », à la fin de l'article. Ces liens sont à choisir avec parcimonie suivant les règles définies. Si un lien sert de source à l'article, son insertion dans le texte est à faire par les notes de bas de page.
- La présentation des références doit suivre les conventions bibliographiques. Il est recommandé d'utiliser les modèles {{Ouvrage}}, {{Chapitre}}, {{Article}}, {{Lien web}} et/ou {{Bibliographie}}. Le mode d'édition visuel peut mettre en forme automatiquement les références.
- Insérer une infobox (cadre d'informations à droite) n'est pas obligatoire pour parachever la mise en page.

Pour une aide détaillée, merci de consulter Aide:Wikification.
Si vous pensez que ces points ont été résolus, vous pouvez retirer ce bandeau et améliorer la mise en forme d'un autre article.
Le Fascicule longitudinal supérieur (SLF) est un tractus associatif du cerveau composé de trois branches principales,. Il est présent au sein des deux hémisphères, de manière latérale au centrum semiovale et relie les lobes frontal, occipital, pariétal et temporal. Ce faisceau de trajets (fascicule) passe du lobe frontal à travers l'opercule jusqu'à l'extrémité postérieure du sillon latéral où il rayonne vers les neurones du lobe occipital et y fait synapse, ou tourne vers le bas et l'avant autour du putamen, puis rayonne vers les neurones des parties antérieures du lobe temporal et y fait synapse.
Le SLF est composé de trois éléments distincts : le SLF-I, le SLF-II et le SLF-III ,.

## SLF-I
Le SLF-I est la composante dorsale et prend naissance dans le cortex pariétal supérieur et médial, passe autour du sillon cingulaire et dans la substance blanche pariétale et frontale supérieure, et se termine dans le cortex dorsal et médial du lobe frontal (Brodmann 6, 8 et 9) et dans l'aire motrice supplémentaire (M2, ou AMS),.
Le SLF-I est relié au cortex pariétal supérieur, qui encode l'emplacement des parties du corps dans un système de coordonnées égocentré, ainsi qu'à M2 et au cortex prémoteur dorsal, ce qui suggère que le SLF-I est impliqué dans la régulation du comportement moteur, en particulier dans les tâches associatives conditionnelles qui sélectionnent des tâches motrices concurrentes sur la base de règles conditionnelles.

## SLF-II
Le SLF-II est la branche principale du SLF. Elle prend naissance dans le cortex pariétal inférieur caudal et se termine dans le cortex préfrontal dorsolatéral (Brodmann 6, 8 et 46).
Le SLF-II est relié au cortex pariétal inférieur caudal qui contrôle l'attention spatiale et les fonctions visuelles et oculomotrices. Cela suggère que le SLF-II fournit au cortex préfrontal des informations du cortex pariétal concernant la perception de l'espace visuel. Comme ces faisceaux sont bidirectionnels, la mémoire de travail (Brodmann 46) du cortex préfrontal peut fournir au cortex pariétal des informations permettant de focaliser l'attention spatiale et de réguler la sélection et la récupération des informations spatiales.

## SLF-III
Le SLF-III est la branche ventrale du SLF. Elle prend naissance dans le gyrus supramarginal (partie rostrale du lobe pariétal inférieur) et se termine dans le cortex prémoteur et préfrontal ventral (Brodmann 6, 44 et 46).
Le SLF-III relie le cortex pariétal inférieur rostral qui reçoit des informations du gyrus précentral ventral. Cela suggère que le SLF-III transfère des informations somatosensorielles, telles que l'articulation du langage, entre le cortex prémoteur ventral, l'aire 44 de Brodmann (pars opercularis), le gyrus supramarginal (aire 40 de Brodmann), et la mémoire de travail du cortex préfrontal inférieur latéral (aire 46 de Brodmann).